# Bus à haut niveau de service de Lagos
Le système de bus à haut niveau de service de Lagos (en anglais : Lagos Bus Rapid Transit System, également connu sous le nom de Lagos BRT), est un système de transport rapide par bus opérant dans l'État de Lagos. Il est réglementé par la LAMATA (en) (Lagos Metropolitan Area Transport Authority) et actuellement exploité par la société Primero Transport Services Limited .

## Présentation

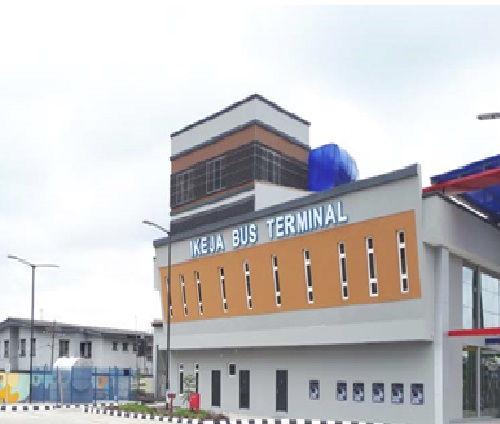
Terminal de bus à Ikeja.

La première phase du BHNS de Lagos a début le 17 mars 2008, même si son ouverture était initialement prévue en novembre 2007. L'initiative de construire un système de BHNS à Lagos a été lancée par le gouverneur Bola Tinubu.
26 abribus sont disposés le long de la route suivie par le BHNS ; trois terminaux de bus sont également placés le long du corridor (au Mile 12, Moshalashi, et CMS), le terminal de bus de CMS étant conçu pour s'intégrer aux modes de transport ferroviaire et ferry dont la construction future est prévue par la LAMATA.
Ce ne sont pas moins de 800 bus, livrés par la filiale brésilienne de Mercedes-Benz, qui circulent sur le réseau de BHNS.
Le gouverneur de Lagos, Babajide Sanwo-Olu, a approuvé la création d'une équipe de sécurité spécialisée pour superviser et faire respecter le système de BHNS ainsi que la sécurité des autres installations de transport.
Le BHNS de Lagos opère sur vingt-six itinéraires et a récemment baissé ses tarifs le long du corridor Ikorodu-TBS en raison des réalités actuelles. Il dispose également désormais d'un système de paiement électronique numérique,.